# Teatr im. Hansa Christiana Andersena w Lublinie
Teatr im. Hansa Christiana Andersena w Lublinie – istniejący od 1954 roku zespół lalkowy z siedzibą w Centrum Spotkania Kultur.

## Historia
W 1953 roku został zorganizowany w Lublinie przez Marylę Kędrę I Wojewódzki Przegląd Teatrów Lalkowych. W 1954 roku założony został Teatr Lalki i Aktora, którego dyrektorką została Maryla Kędra. Teatr działał w lokalu na ul. Klonowica 1. Pierwsze przedstawienie odbyło się 6 grudnia: Złota Kula Andrzeja Ejsmunda, w reżyserii Maryli Kędry. Siedziba znajdowała się w jednym ze skrzydeł klasztoru dominikańskiego. W latach 1958–1974 dyrektorem teatru był Stanisław Ochmański. W 1960 roku teatr stał się instytucja państwową. Z teatrem współpracowali, m.in: Jan Wilkowski, Bohdan Butenko, Henri Poulain, Adam Kilian, Jan Dorman, Zenobiusz Strzelecki, Henryk Jurkowski; muzykę do przedstawień tworzyli: Krzysztof Penderecki i Stanisław Radwan. W 1964 roku teatr nazwano imieniem Hansa Christiana Andersena.
Kolejnymi dyrektorami byli: Mieczysław Ciesielski, Tomasz Jaworski, Zdzisław Rej, Włodzimierz Fełenczak, Arkadiusz Klucznik, Krzysztof Rzączyński. Teatr ma swoją siedzibę w Centrum Spotkania Kultur na Placu Teatralnym.

## Wybrane realizacje
- 1963 – Pinokio, na podstawie powieści Carla Collodiego, reżyseria Andrzej Jóźwicki[2]
- 1973 – Pan Andersen przedstawia Królową Śniegu, na podstawie baśni H.Ch. Andersena, reżyseria Andrzej Dziedziul[3]
- 1979 – Farfurka królowej Bony, autorka Anna Świrszczyńska, reżyseria Włodzimierz Fełenczak[2]
- 1982 – Amor Divinus. Misterium staropolskie, tekst Mieczysław Kotlarczyk, reżyseria Tomasz Jaworski[2]
- 1983 – Asagao, reżyseria Andrzej Jóźwicki[2]
- 1989 – Ural Batyr, autor Gazim Szafikow(inne języki), reżyseria Włodzimierz Fełenczak, muzyka Mieczysław Mazurek[4]
- 1990 – Jaś i Małgosia, autor Jan Brzechwa, inscenizacja Janusz Ryl-Krystianowski, reżyseria Lech Chojnacki, muzyka Krzysztof Arciszewski[2]
- 1990 – Kopciuszek, autor Jan Brzechwa, adaptacja i reżyseria Zdzisław Rej[2]
- 1991 – Żołnierz i czarownica, na podstawie baśni J.Ch. Andersena, opracowanie Anna Bocian, reżyseria Zdzisław Rej[2]
- 1992 – Tymoteusz i Psiuńcio, autor Jan Wilkowski, reżyseria Zdzisław Rej[2]
- 1993 – Ludowa szopka polska, autor Henryk Jurkowski, reżyseria Stanisław Ochmański, muzyka Bogumił Pasternak[2]
- 1998 – Koziołek Matołek na czterech aktorów i drewnianą nogę, na podstawie Kornela Makuszyńskiego, reżyseria Zdzisław Kej[2]
- 2002 – Pożyczalscy, autorka Mary Norton, reżyseria Marek Ciunel[5]
- 2018 – Arabela, adaptacja i reżyseria Igor Gorzkowski[6]
- 2018 – Księga dżungli, na podstawie opowiadań Rudyarda Kiplinga, reżyseria Jakub Roszkowski[7]
- 2021 – Pippi Långstrump, na podstawie Astrid Lindgren, reżyseria Krzysztof Rzączyński[8]
- 2022 – Drzewo życzeń, autorka Katherine Applegate, adaptacja i reżyseria Mateusz Przyłęcki[9]
- 2023 – Tajemniczy ogród, na podstawie powieści Frances Hodgson Burnett, reżyseria Anna Wolszczak[10]
- 2023 – Na ziarnku grochu, na podstawie J.Ch. Andersena, reżyseria Natalia Sacharczuk i Łukasz Staniewski[11]
- 2024 – Bestia, tekst Malina Prześluga, reżyseria Dorota Abbe[12]
- 2025 – Ostatnia podróż Andersena, scenariusz Joanna Rzączyńska, reżyseria Krzysztof Rzączyński[13]